# Романків (зупинний пункт)
Рома́нків — пасажирський зупинний пункт Київської дирекції Південно-Західної залізниці.
Розташований біля села Романків Обухівського району Київської області, але в межах Києва на лінії Київ-Деміївський — Миронівка між станціями Підгірці (4 км) та Нові Безрадичі (7 км).
Залізницю, на якій розташована платформа, було прокладено на початку 1980-х років, зупинна платформа виникла тоді ж. Відстань до станції Київ-Пасажирський — 27 км.

## Галерея

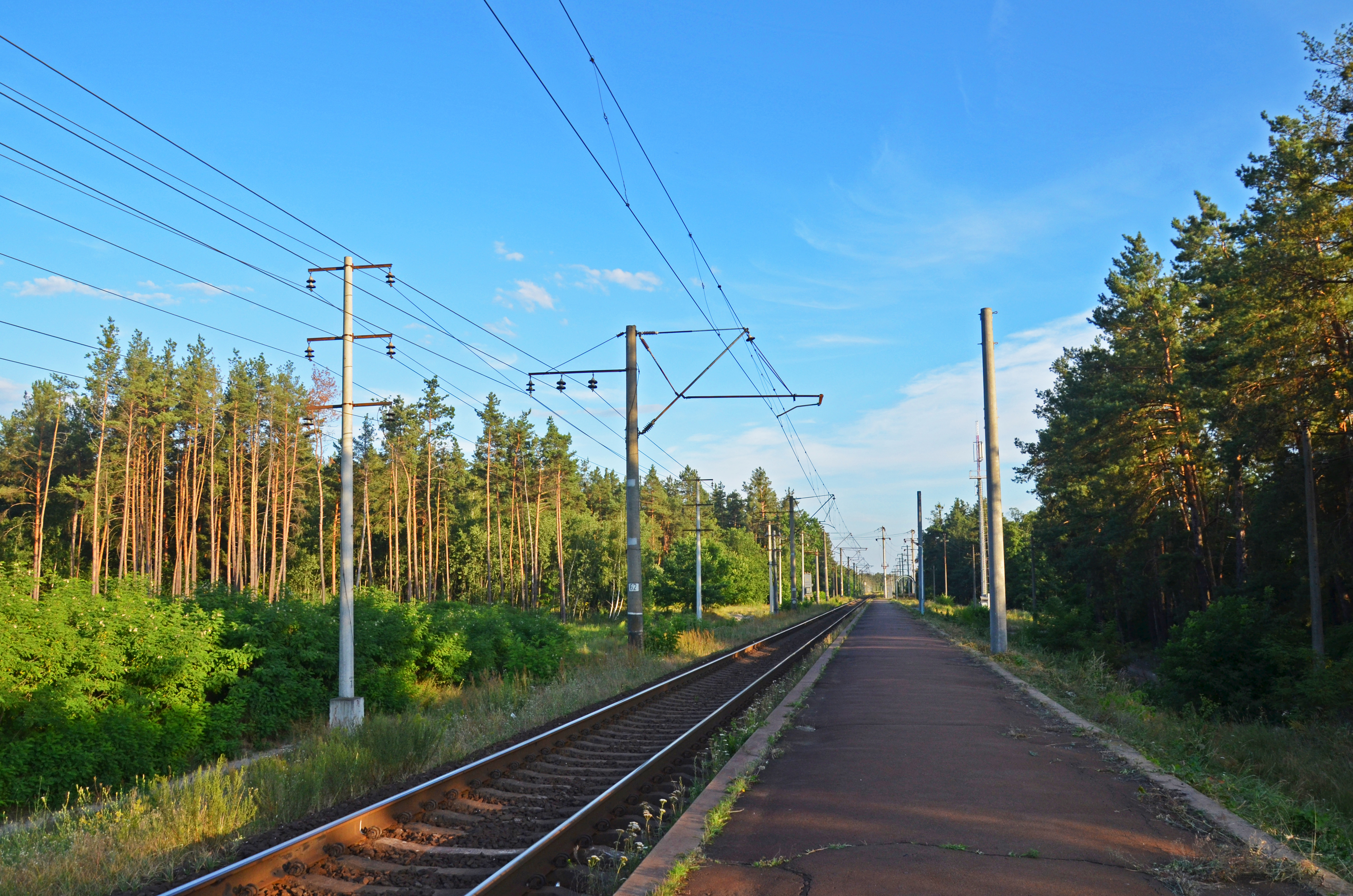
Романків (зупинний пункт)